# Дейхман, Йонас

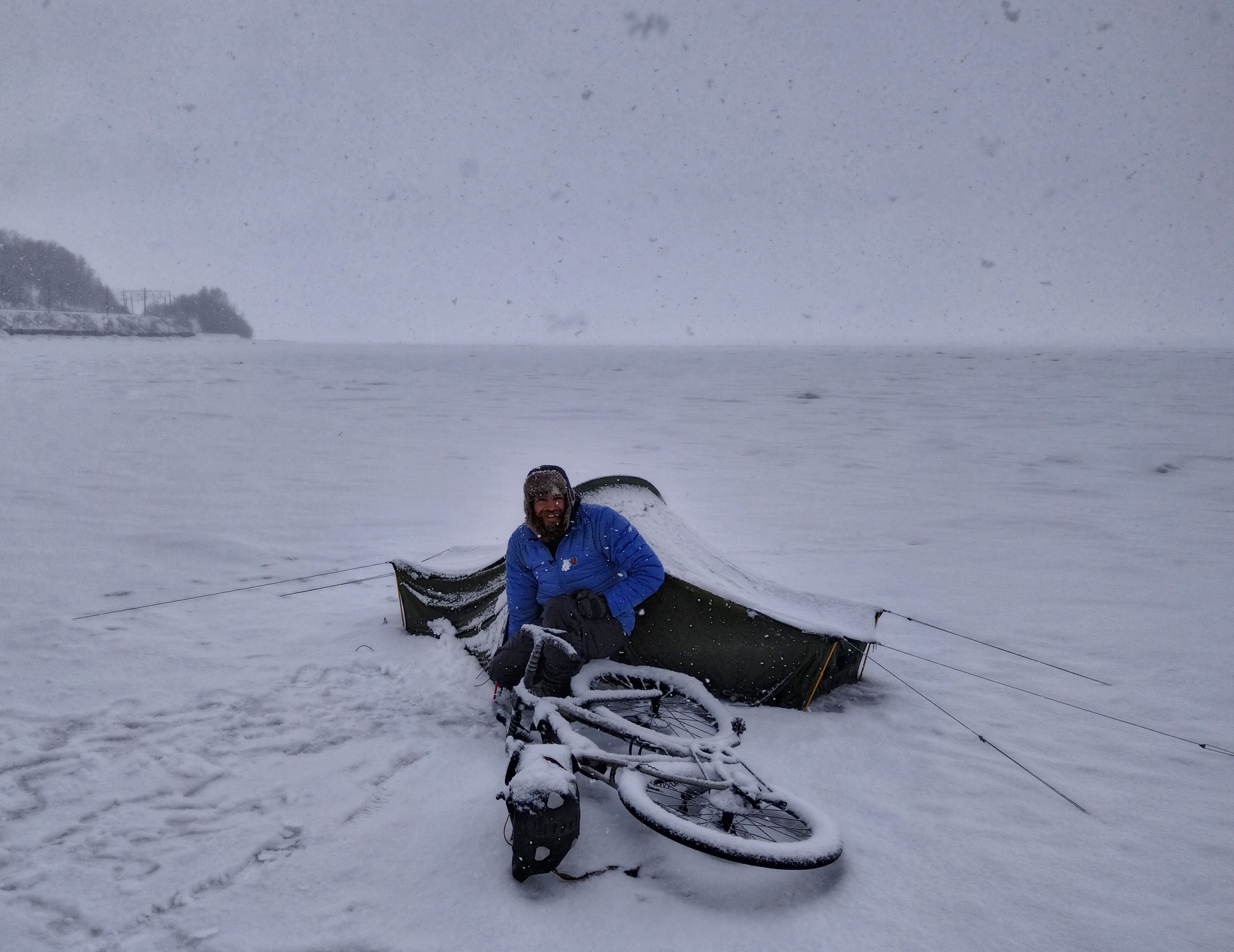
Йонас Дейхман на замерзшем льду озера Байкал

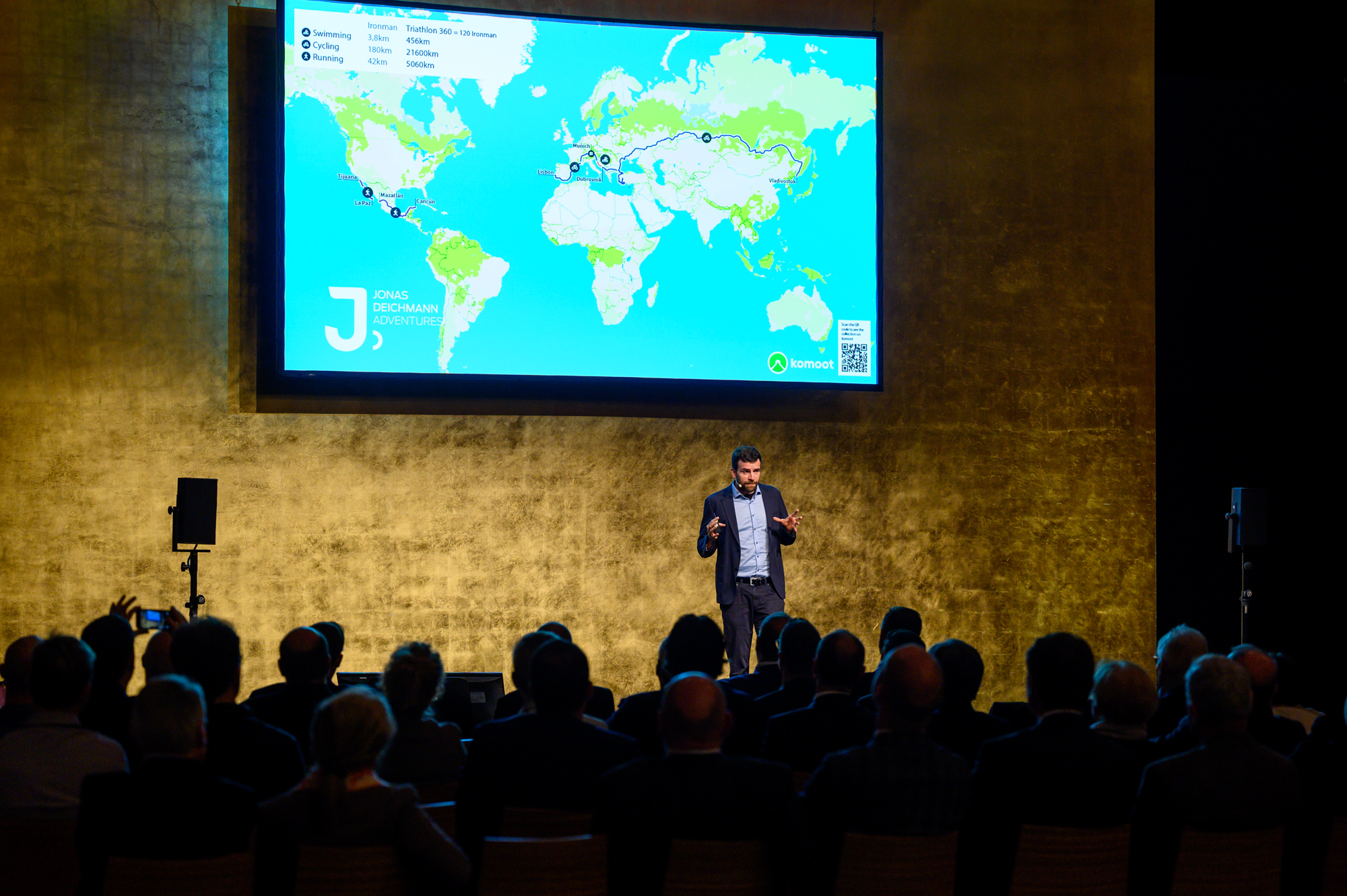
Йонас Дейхман, выступающий с презентацией в DZ Bank в Германии

Йонас Дейхман (род. 15 апреля 1987, Штутгарт) — немецкий писатель, мотивационный оратор и авантюрист. Он удерживает несколько мировых рекордов в области велосипедного спорта, триатлона и выносливости. Он известен на международном уровне как «немецкий Форрест Гамп».

## Образование
Йонас изучал международный бизнес в университетах Швеции, Бразилии, Сингапура, Дании и Индии. В 2012 году он получил степень бакалавра в области бизнес-администрирования и экономики в Международной Бизнес-школе Йёнчёпинга. Позже он получил магистерскую степень в Копенгагенской школе бизнеса в 2014 году.

## Экспедиции
Йонас совершил ряд экспедиций, многие из которых установили мировые рекорды.
- В 2017 году он проехал на велосипеде от Кабу-да-Рока в Португалии до Владивостока в России — более 14 тысяч километров и установил 2 рекорда Гиннесса во время этой поездки.[7][8]
- В 2018 году он проехал на велосипеде из Аляски (Прадхо-Бей) в Аргентину (Ушуайя) за новое рекордное время — 97 дней.[9]
- В 2019 году Йонас завершил 18000-километровое путешествие от самой северной точки Европы до самой южной точки Африки. Поездка заняла 72 дня, 7 часов и 27 минут. Это был мировой рекорд и на более чем 30 дней быстрее предыдущего рекорда.[10]
- В 2020 году Йонас завершил триатлон вокруг Германии, дистанция которого в 16 раз длиннее, чем «Ironman».[11]
- В 2021 году Йонас завершил самый длинный триатлон в мире, эквивалентный дистанции 120 триатлонов. Общая дистанция составила более 450 км плавания, 20000 км езды на велосипеде и 5000 км бега. Во время триатлона он стал известен на международном уровне как «немецкий Форрест Гамп».[12]
- В 2023 году Йонас проехал 11 тысяч километров на велосипеде из Нью-Йорка в Лос-Анджелес, а затем пробежал такое же расстояние обратно в Нью-Йорк, завершив марафон в Нью-Йорке.[13][14]

## Книги и фильмы
По состоянию на 2024 год Йонас написал 5 книг, три из которых стали бестселлерами. Его приключения были показаны в нескольких документальных фильмах.

## Премии
- Премия «Искатель приключений 21 века» (21st Century Adventurer Award)[18][19]